# Шеврењи
Шеврењи (фр. Chevregny) насеље је и општина у североисточној Француској у региону Пикардија, у департману Ен (Пикардија) која припада префектури Лаон.
По подацима из 2011. године у општини је живело 194 становника, а густина насељености је износила 21,92 становника/km². Општина се простире на површини од 8,85 km². Налази се на средњој надморској висини од 100 метара (максималној 188 m, а минималној 66 m).

## Демографија
| 1962. | 1968. | 1975. | 1982. | 1990. | 1999. | 2011. |
| ----- | ----- | ----- | ----- | ----- | ----- | ----- |
| 158   | 176   | 164   | 147   | 178   | 196   | 194   |

График промене броја становника у току последњих година